# 바르샤바 자오선

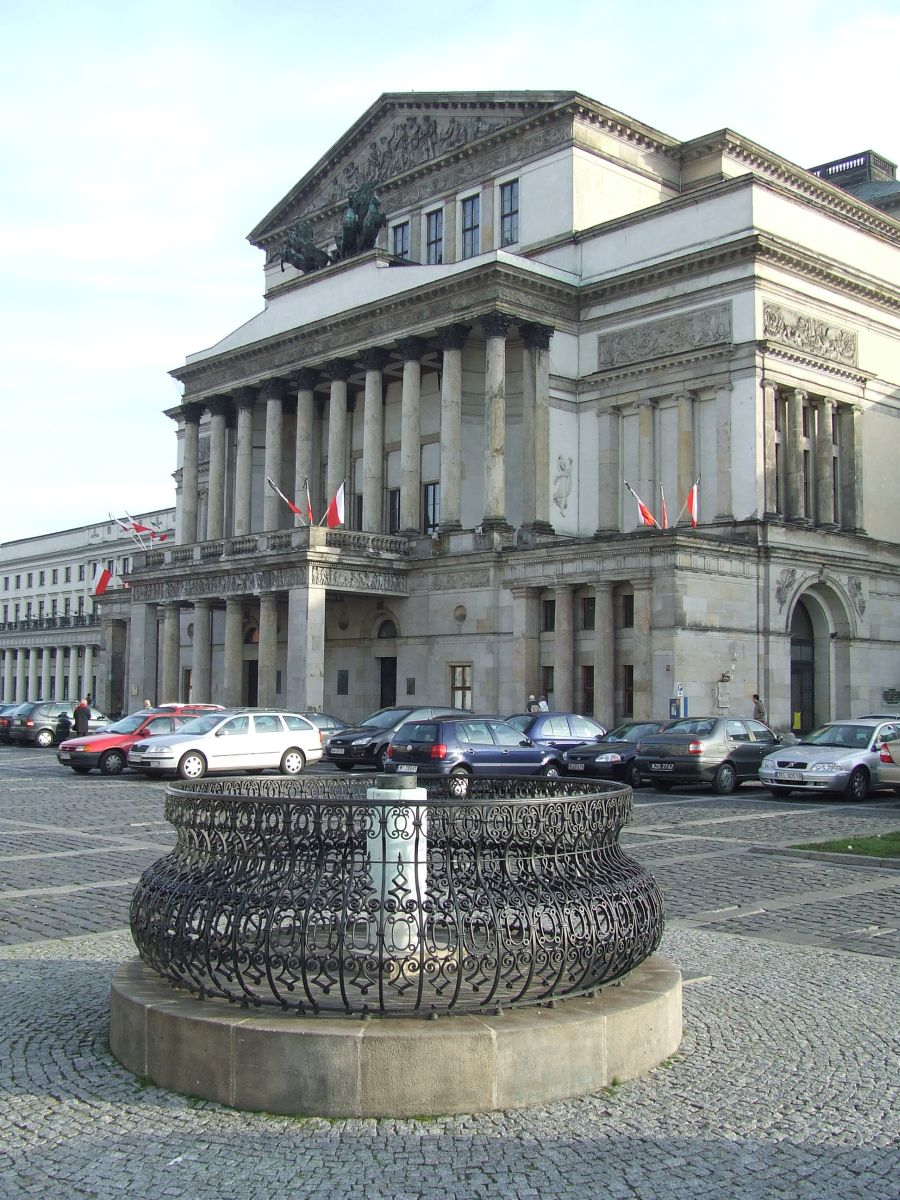
바르샤바 자오선

바르샤바 자오선(폴란드어: Południk Warszawski)은 폴란드 바르샤바를 관통하는 자오선이다. 이 자오선은 북위 52°14’40” 동경 21°00’42”을 기준으로 하고 있으며, 협정 세계시보다 1시간 24분이 빠른 시간을 사용하고 있다.

## 같이 보기
- UTC+01:24